# Hen of Gairsay
Hen of Gairsay är en halvö i Storbritannien.   Den ligger i kommunen Orkneyöarna och riksdelen Skottland, i den norra delen av landet, 900 km norr om huvudstaden London. Hen of Gairsay ligger på ön Gairsay.